# Józef Głuszek
Józef Głuszek (ur. 9 lipca 1934 w Pecquencourt, zm. 21 października 2013) – polski inżynier chemik. Absolwent Politechniki Wrocławskiej. 
Uczęszczał do szkoły podstawowej w Pecquencourt we Francji do 1946, kiedy to jako repatriant wrócił z rodzicami do Polski. Uczył się w gimnazjum ceramicznym w Ziębicach i Technikum Ceramicznym w Szczawnie-Zdroju. W 1952 rozpoczął studia na Wydziale Chemicznym Politechniki Wrocławskiej, które ukończył w 1957 dyplomem w specjalności „Technologia wielkiego przemysłu nieorganicznego”. W 1968 wrócił na Politechnikę Wrocławską, gdzie po 3 latach w Instytucie Technologii Nieorganicznej i Nawozów Mineralnych obronił pracę doktorską „Badania nad wzbogacaniem rudy fosforytowej w polu wyładowania ulotnego”. Stopień doktora habilitowanego nauk chemicznych uzyskał w 1984. Od 1999 profesor na Wydziale Chemicznym Politechniki Wrocławskiej. Po przejściu na emeryturę (w 2004 r.) pracował przez wiele lat w Wyższej Szkole Inżynierii Dentystycznej w Ustroniu. Zginął tragicznie w wypadku samochodowym, gdy nadjeżdżający z przeciwka samochód ciężarowy przejechał przez pas rozdzielający dwie jezdnie autostrady i całym impetem uderzył w jego auto. 